# Karl Hoff

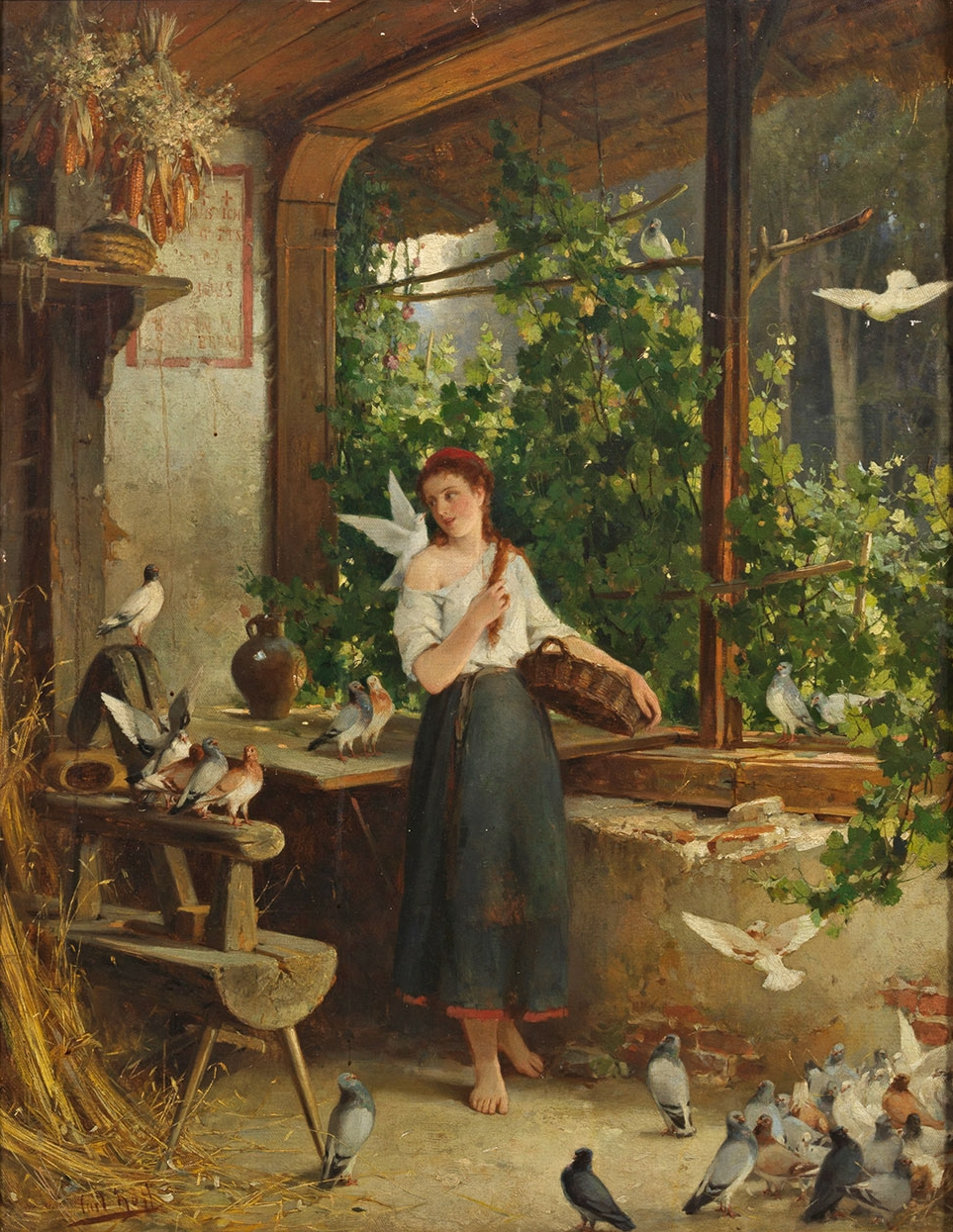
Cinderela com as Pombas

Karl Heinrich Hoff (Mannheim, 8 de setembro de 1838 – Karlsruhe, 13 de maio de 1890) foi um pintor de gênero alemão, mais conhecido por suas cenas do período do século XVIII. Ele é geralmente referido como O Ancião, para distingui-lo de seu filho, Karl Heinrich [de], que também era pintor.

## Biografia
Seu pai, Carl (1804-1891), era confeiteiro. De 1855 a 1858, estudou na Academia de Belas Artes de Karlsruhe com Johann Wilhelm Schirmer e Ludwig des Coudres. Em 1858, interessou-se pela escola de pintura de Düsseldorf e foi lá continuar os estudos com Benjamin Vautier. Depois de uma longa série de viagens de estudo pela França, Itália, Grécia e Leste Europeu, ele abriu seu próprio negócio em Düsseldorf, onde produziu sua primeira série de pinturas de gênero. Nessa época, ele se casou com Marie Sohn (1841-1893), filha do pintor Karl Ferdinand Sohn. Eles tiveram dois filhos.
Ele era um membro ativo da Malkasten [de], uma associação de artistas progressistas e, de 1870 a 1872, atuou como presidente do Allgemeinen Vereins der Karnevalsfreunde zu Düsseldorf [de], grupo que organizava o carnaval anual. Em 1874, ele se envolveu com um grupo privado organizando o proposto Zoologischer Garten Düsseldorf [de], inaugurado em 1876, e o grupo de bem-estar animal “Fauna”, que procurava garantir o cuidado adequado do parque.
Ele também era um poeta. Em 1877, compôs tableaux vivants para o “Kaiserfest”, homenageando o Kaiser Guilherme I por ocasião de sua visita. No ano seguinte, ele escreveu um épico cômico chamado Schein (aparência), anunciado como um “caderno em verso”.
Em 1878, ele foi nomeado professor na Academia Karlsruhe, sucedendo Wilhelm Riefstahl [de], que se mudou para Munique. Seus alunos lá incluíam Alexander Koester [de] e Julius Fehr [de] . Em 1882, ele publicou Artistas e Escritores de Arte, um folheto polêmico contendo ataques violentos contra críticos de arte e crítica em geral. Em 1886, ele aproveitou sua experiência com o carnaval de Düsseldorf para ajudar a organizar um grande desfile histórico, em comemoração aos 500 anos da Universidade de Heidelberg.
Ele sofreu de tuberculose e morreu em 1890, com apenas 51 anos, após uma breve doença.